# Боков, Андрей Владимирович
Андре́й Влади́мирович Бо́ков (род. 26 сентября 1943, Москва) — российский архитектор, доктор архитектуры, вице-президент Международной академии архитектуры, Президент Московского отделения Международной академии архитектуры (МААМ), Генеральный директор ГУП МНИИП «Моспроект-4» (1998—2014), Президент Союза архитекторов России (2008—2016), академик Российской академии архитектуры и строительных наук, член-корреспондент Российской академии художеств, Народный архитектор Российской Федерации (2016).

## Биография
Родился 26 сентября 1943 года в семье инженера-технолога Владимира Николаевича Бокова и архитектора Лидии Павловны Инбер. В 1966 году окончил Московский архитектурный институт. С 1966 по 1970 годы работал архитектором, затем  старшим архитектором Управления проектирования «Моспроект». В 1970—1972 годах учился в аспирантуре ЦНИИ теории и истории архитектуры, где в 1973 году защитил кандидатскую диссертацию по теме «Архитектурно-пространственная организация многофункциональных общественных комплексов и сооружений». В 1972—1974 годах работал и. о. младшего научного сотрудника, и. о. старшего научного сотрудника в том же институте. С 1974 по 1981 годы состоял старшим научным сотрудником и заведующий сектором ЦНИИ экспериментального проектирования зрелищных зданий и спортивных сооружений им. Б. Мезенцева. В 1981—1988 годах работал в Московском научно-исследовательском и проектном институте объектов культуры, отдыха, спорта и здравоохранения. В 1988 году назначен заместителем директора института по научной работе Всесоюзного научно-исследовательского института теории архитектуры и градостроительства. С 1991 по 1998 годы А. Боков работал главным архитектором Московского научно-исследовательского и проектного института объектов культуры, отдыха, спорта и здравоохранения. В 1994 году защитил докторскую диссертацию по теме «Геометрические основания архитектуры и картина мира».
С 1998 года по 2014 год был генеральным директором Московского научно-исследовательского и проектного института объектов культуры, отдыха, спорта и здравоохранения «Моспроект-4».
С 2008 года по 2016 год — Президент Союза архитекторов России.
С 2008 года — академик Российской академии архитектуры и строительных наук.
С 26 июля 2010 года — почётный член Патриаршего совета по культуре.
С 2017 года — руководитель Центра пространственного планирования НИЧ Московского архитектурного института (МАРХИ)].
С 16 ноября 2020 года — член Совета по развитию гражданского общества и правам человека при президенте РФ.
Автор двух книг и более 50 статей в отечественных и зарубежных изданиях. Вел теоретические исследования по проблемам расселения, проектирования городской среды и развития социальной инфраструктуры Москвы. Один из идеологов «средового подхода в архитектуре» и системы сетевого расселения. В течение ряда лет преподавал в МАРХИ, МИИЗе, Московском государственном академическом художественном институте им. В. И. Сурикова, Центральной учебно-экспериментальной студии Союза художников СССР (так называемая Сенежская студия).

## Постройки
А. В. Боков является автором многих градостроительных и архитектурных проектов, среди которых экспериментальный жилой район в Нижнем Новгороде, 3-й павильон Всероссийского выставочного центра, Государственный музей В. В. Маяковского, Государственный литературный музей А. С. Пушкина, Московский академический музыкальный театр имени К. С. Станиславского и Вл. И. Немировича-Данченко, здание театра Et cetera, Реконструкция комплекса зданий Московской консерватории, Детский эстрадный театр в комплексе Елоховского пассажа, офисные комплексы на Саввинской набережной и Большом Гнездниковском переулке, футбольные стадионы «Локомотив», ЦСКА, Крытый конькобежный центр в Крылатском, Ледовый дворец «Мегаспорт», градостроительная концепция и жилая застройка на Ходынском поле и ряда других.

## Награды и звания
- Орден Почёта (24 апреля 2008 года) — за достигнутые трудовые успехи и многолетнюю добросовестную работу[9].
- Народный архитектор Российской Федерации (26 октября 2016 года) — за большие заслуги в области архитектуры и многолетнюю добросовестную работу[10].
- Заслуженный архитектор Российской Федерации (15 июня 2004 года) — за заслуги в области архитектуры и многолетнюю плодотворную работу[11].
- Государственная премия Российской Федерации в области архитектуры 2001 года (10 июня 2002 года) — за комплекс работ по реставрации и реконструкции в Государственном музее А. С. Пушкина в Москве[12].
- Премия Правительства Российской Федерации в области культуры и искусства (2012).
- Национальная премия в области архитектуры «Хрустальный Дедал» за 2001, 2002 и 2004 годы.